# María Antonia Grompone
María Antonia Grompone (Montevideo, 3 de mayo de 1943 - 8 de agosto de 2017) fue una ingeniera química, escritora y profesora uruguaya.

## Trayectoria
Hija de María Carbonell y Antonio Grompone. Estudió en la ingeniería química en Facultad de Ingeniería y obtuvo un doctorado en química de la Facultad de Química de la Universidad de la República. Fundadora y profesora grado 5 del Laboratorio de Grasas y Aceites Grasas de la Facultad de Química, y profesora visitante de universidades de Latinoamérica y de España donde dictó diferentes cursos y conferencias. Perteneciente al Frente Amplio.
En 2012, formó parte del Consejo Directivo Central (CDC) de la UTEC, en octubre de 2013 María Antonia Grompone renuncia al concejo; en medio de graves denuncias.

### Obras
Publicó varios libros de temas científicos y también tuvo un breve pasaje por la narrativa. Entre sus obras se encuentran:
- 1990, Cuentos de ajustar cuentas (libro de antología de narraciones, dirigido por Silvia Lago. Ediciones Trilce)
- 2011, Conferencias científicas
- 2013, Aceites de Oliva. Volumen I, (compliado con José Villamil y otros.)
- 2013, Aceites de Oliva. Volumen II, (compliado con José Villamil y otros.)